# Wu-Tang Meets the Indie Culture
 (juillet 2020).
Si vous disposez d'ouvrages ou d'articles de référence ou si vous connaissez des sites web de qualité traitant du thème abordé ici, merci de compléter l'article en donnant les références utiles à sa vérifiabilité et en les liant à la section « Notes et références ».
Think Differently Music: Wu-Tang Meets The Indie Culture est une compilation du Wu-Tang Clan sortie le 18 octobre 2005.
Cet album comprend des morceaux collaboratifs de membres du Wu-Tang Clan et de divers autres artistes de hip-hop underground et « indie ».

## Liste des titres
| No  | Titre                           | Musique         | Interprètes                                         | Durée |
| --- | ------------------------------- | --------------- | --------------------------------------------------- | ----- |
| 1.  | Introduction                    | -               | Dreddy Kruger                                       | 1:12  |
| 2.  | Lyrical Swords                  | Bronze Nazareth | GZA & Ras Kass                                      | 3:24  |
| 3.  | Slow Blues                      | Bronze Nazareth | Vast Aire, Byata, Timbo King & Prodigal Sunn        | 4:49  |
| 4.  | Still Grimey                    | Preservation    | U-God, Sean Price, Prodigal Sunn & C-Rayz Walz      | 4:15  |
| 5.  | Wu-Tang (skit)                  | -               | -                                                   | 0:32  |
| 6.  | Think Differently               | Bronze Nazareth | Casual, Tragedy Khadafi, Roc Marciano & Vordul Mega | 4:33  |
| 7.  | Infomercial #1 (interlude)      | -               | Jim Jarmusch                                        | 0:38  |
| 8.  | Biochemical Equation            | RZA             | RZA & MF Doom                                       | 3:56  |
| 9.  | O.D.B Tribute (interlude)       |                 | DJ Noize                                            | 1:51  |
| 10. | Fragments                       | Bronze Nazareth | Del the Funky Homosapien                            | 3:31  |
| 11. | Intermission (interlude)        | Fred One        | -                                                   | 0:27  |
| 12. | Street Corners                  | Bronze Nazareth | Bronze Nazareth, Solomon Childs & Byata             | 3:17  |
| 13. | Listen                          | Bronze Nazareth | Littles, Khalid & Planet Asia                       | 3:40  |
| 14. | Infomercial #2 (interlude)      |                 | Jim Jarmusch                                        | 0:45  |
| 15. | Verses                          | DJ Noize        | Scaramanga Shallah, La the Darkman, Ras Kass & GZA  | 3:40  |
| 16. | Preservation                    | Preservation    | Aesop Rock & Del the Funky Homosapien               | 2:26  |
| 17. | Cars on the Interstate          | Mathematics     | C.C.F. Division                                     | 2:17  |
| 18. | Give It Up                      | Preservation    | R.A. the Rugged Man & J-Live                        | 3:46  |
| 19. | Black Dawn                      | Bronze Nazareth | Bronze Nazareth                                     | 3:23  |
| 20. | Sans titre (titre bonus vinyle) | Bronze Nazareth | Jim Jarmusch                                        | 4:27  |
| 30. | O                               |                 |                                                     |       |